# Werner Linde
Werner Linde, né le 13 octobre 1944, est un ancien joueur australien de basket-ball. 